# Santiago Naranjo
Santiago Naranjo Estrella (Quito, 13 de febrero de 1968) es un actor, comediante, especialista en comercio electrónico, presentador de televisión y periodista ecuatoriano.

## Biografía
Sus padres son Don Alfredo Naranjo y Doña Blanca Estrella. De su padre aprendió el impronto, el chiste oportuno y la sal que castiga. Mientras estuvo en la escuela y en el colegio, tuvo un gusto especial por el ambiente social y los teatros de títeres. Es hincha confeso de la Liga Deportiva Universitaria de Quito. Estudió la carrera de Antropología en la Pontificia Universidad Católica del Ecuador, sin embargo estudió la carrera por un año antes de cambiarse a Artes escénicas.
Su carrera en la actuación inició a los 19 años, trabajando en varios comerciales de televisión y en campañas de la Municipalidad de Quito, también ha participado en 3 largometrajes y varias obras de teatro.
Uno de sus personajes más recordados en televisión es el recordado Ramiro Pérez "El Chagra", dentro de la serie de comedia Dejémonos de vainas producida por Ecuavisa durante la década de 1990, otorgándole un mayor reconocimiento por parte del público ecuatoriano. Tras el final de la serie, en 1997 ingresa a Gamavisión realizando notas para el noticiero de la comunidad de dicho canal.
En 2002 regresa a Ecuavisa, invitado por el director José Toledo para formar parte del equipo de presentadores del programa matinal Está Clarito, marcando así su debut como presentador de televisión. El mismo año, forma parte de la serie Mujeres de peso, compartiendo roles junto a María Fernanda Gutiérrez, Reina Martínez, Verónica Muentes, Martín Calle, Juan Carlos Román, Carolina Ossa, entre otros.
Gracias a una alianza con Ecuavisa y Caracol Televisión de Colombia, es escogido para ser parte de la serie Historias de hombres sólo para mujeres, donde interpreta a Alirio Durán. En 2004 protagoniza la serie Los HP junto a Carlos Valencia, Martín Calle y Karen Flores.
En 2006 ingresa al staff de presentadores del programa matinal En contacto desde Quito, y también protagoniza la serie cómica Acolítame, junto a Tania Salas y Tomás Delgado. Al año siguiente, protagoniza la serie de comedia ¿Mamá, por qué soy fea?, original del dramaturgo Luis Miguel Campos, donde interpreta a la Condesa Jerónima de Riobambé, siendo este su último proyecto en Ecuavisa
En 2007 ingresa a TC Televisión como presentador del programa matinal Cosas de casa, hasta su final en 2009. En 2008, protagoniza la serie de comedia El Gabinete, donde interpreta a Doña Suggeidy, la dueña de un peculiar gabinete de Guayaquil, personaje el cual se ha convertido en uno de los más recordados y entrañables por parte del público. En esta producción comparte roles junto a Sharon la Hechicera, Prisca Bustamante, Maricela Gómez, Daniela Vallejo, entre otros. El mismo año forma parte de la telenovela El Garañón del Millón junto a Fernando Villarroel y Sofía Caiche, donde interpreta a Don Gregorio.
En 2009 forma parte del equipo de presentadores del noticiero En la comunidad, junto a Ana Buljubasich, Eduardo González, Ivis Vega y Wendy Rosillo. También participa en la serie Corazón contento, protagonizando junto a María Fernanda Pazmiño, y también actúa en la telenovela Kandela.
En 2010 se integra como presentador del programa matinal De casa en casa junto a Ana Buljubasich, Richard Barker, Pierina Uribe, Ivis Vega, Eduardo González, entre otros. En dicho programa además, retoma a su personaje Doña Suggeidy para los sketches cómicos. También forma parte del elenco de la telenovela Fanatikda. Al año siguiente, se convierte en presentador del noticiero de la comunidad DespiérTC, un espacio que mezcla la información con el entretenimiento.
Durante los siguientes años, realiza participaciones especiales en series y telenovelas como Los hijos de Don Juan (2015) y Calle amores (2019).

## Filmografía

### Series y Telenovelas
| Año       | Programa                               | Personaje                    |
| --------- | -------------------------------------- | ---------------------------- |
| 2022.     | Compañía 593                           | Capitán Benemérito Carapaz   |
| 2019      | Calle amores                           | José José Solano             |
| 2015-2016 | Los hijos de Don Juan                  | Don Juan Silva               |
| 2010-2011 | Fanatikda                              | Abraham                      |
| 2009      | Kandela                                | Santino                      |
| 2009      | Corazón contento                       | Severino Cantuña             |
| 2008      | El Garañón del Millón                  | Don Gregorio Serrano         |
| 2008      | El Gabinete                            | Doña Suggeidy                |
| 2007      | ¿Mamá, por qué soy fea?                | Condesa Jerónima de Riobambé |
| 2006      | Acolítame                              | Wenislao Iturralde Zambrano  |
| 2004      | Los HP                                 | Santiago                     |
| 2002      | Historias de hombres sólo para mujeres | Alirio Durán                 |
| 2002      | Mujeres de peso                        | Cristian Lazo                |
| 1991-1997 | Dejémonos de vainas                    | Ramiro Pérez "El Chagra"     |

### Programas de televisión
| Año             | Programa           | Rol                         |
| --------------- | ------------------ | --------------------------- |
| 2011-2021.      | DespiérTC          | Presentador y reportero     |
| 2010-2018       | De casa en casa    | Presentador / Doña Suggeidy |
| 2009-2010       | En la comunidad    | Presentador y reportero     |
| 2007-2009       | Cosas de casa      | Presentador                 |
| 2006-2007; 2024 | En contacto        | Presentador y reportero     |
| 2002-2006       | Está Clarito       | Presentador y reportero     |
| 1997            | Noticiero Nacional | Reportero                   |

### Cine
- Sueños en la Mitad del Mundo (2001)
- La Tigra (1990)
- Rejón de Muerte